# Castillo de Amer
El castillo de la Punta de Amer es una torre fortificada que se encuentra en el municipio español de San Lorenzo del Cardezar, Mallorca, en la Punta de Amer, que es una zona declarada como especialmente protegida.
La torre es una estructura cúbica rodeada por un foso y construida con sillares de arenisca. Se encuentra situada a unos 35 metros de altitud y se construyó hacia finales del siglo XVII.
A la parte superior se accede por una escalera de caracol de piedra.

Castillo de Amer
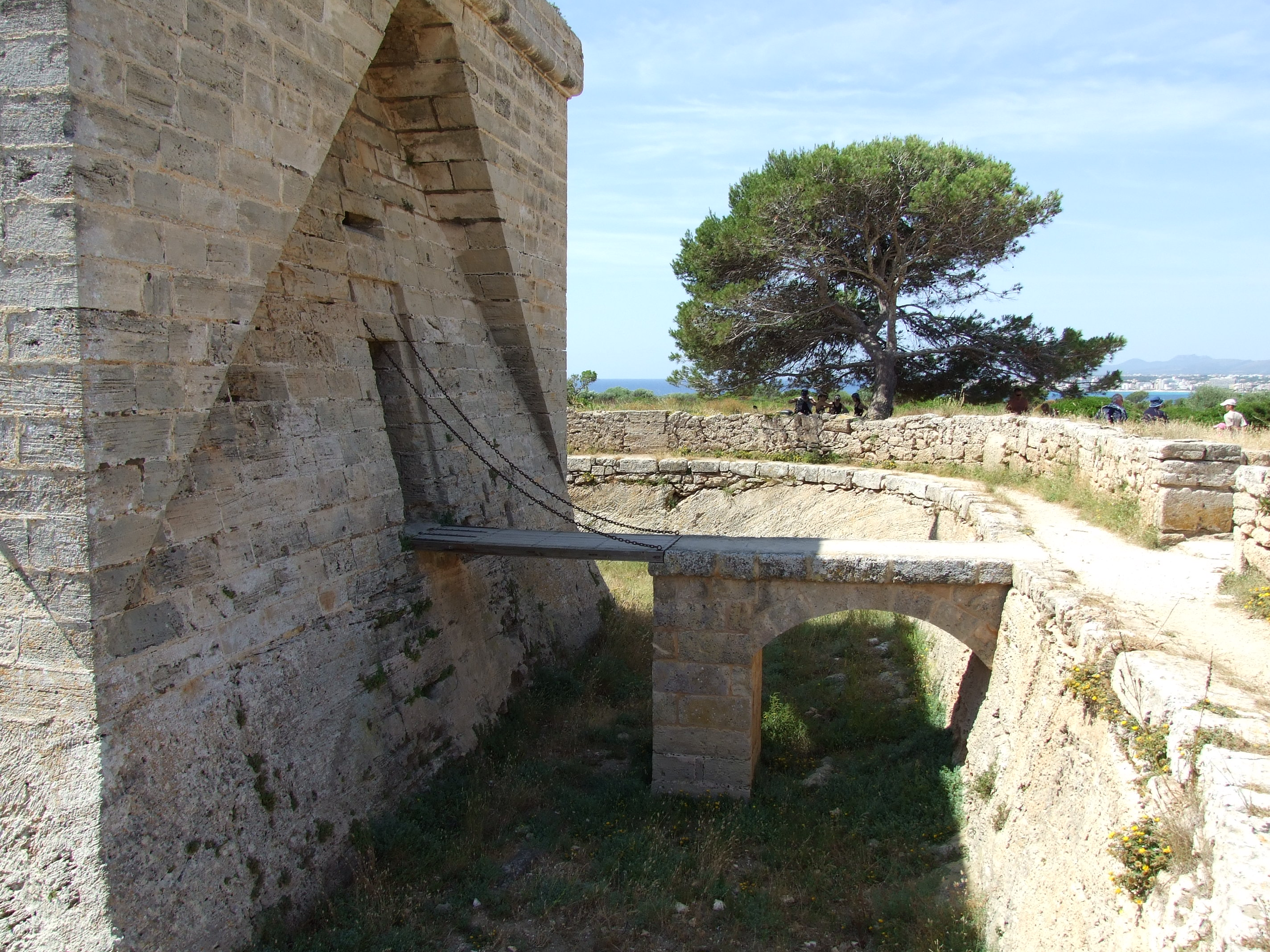
Entrada al castillo.
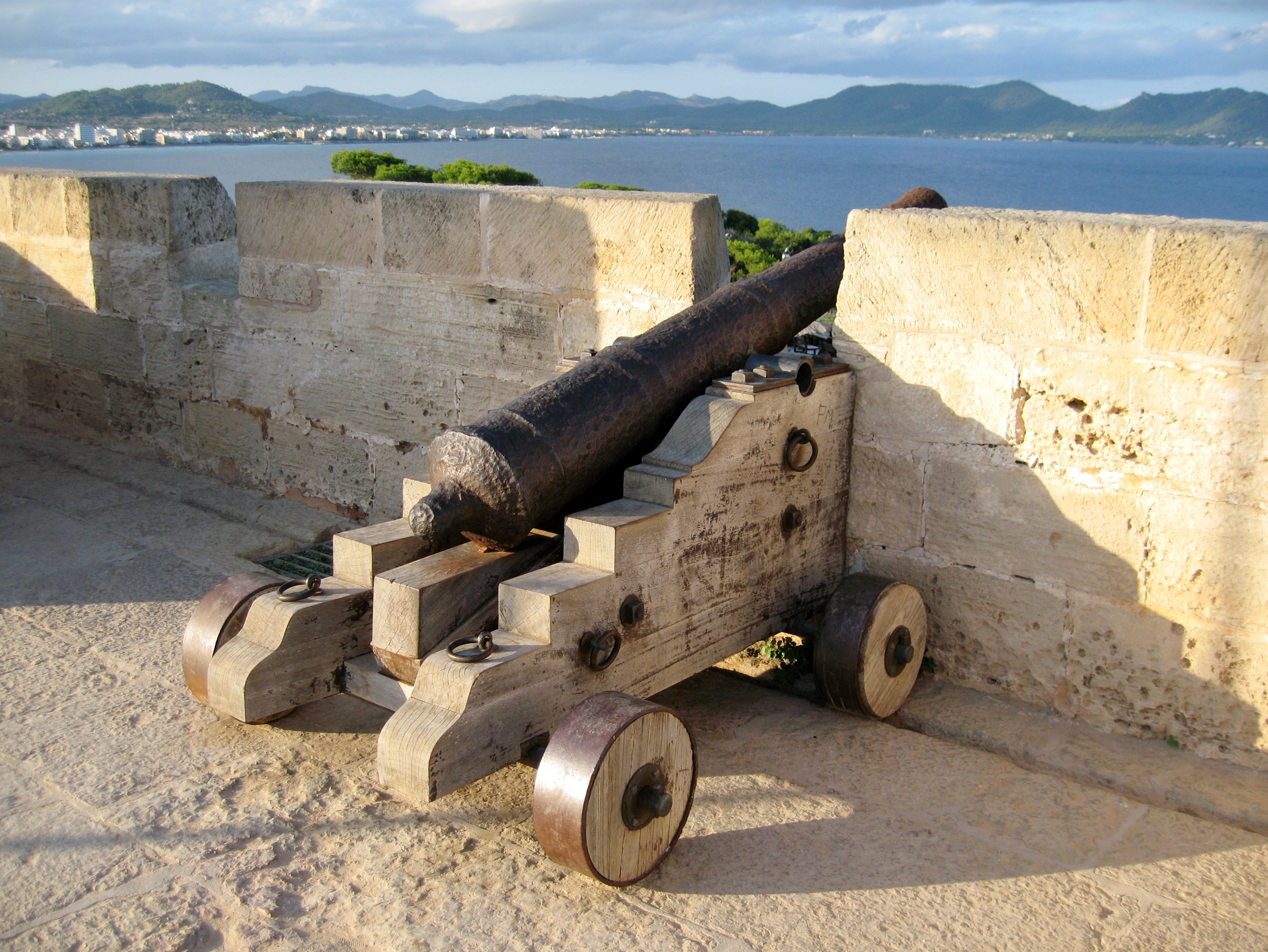
Cañón del castillo.
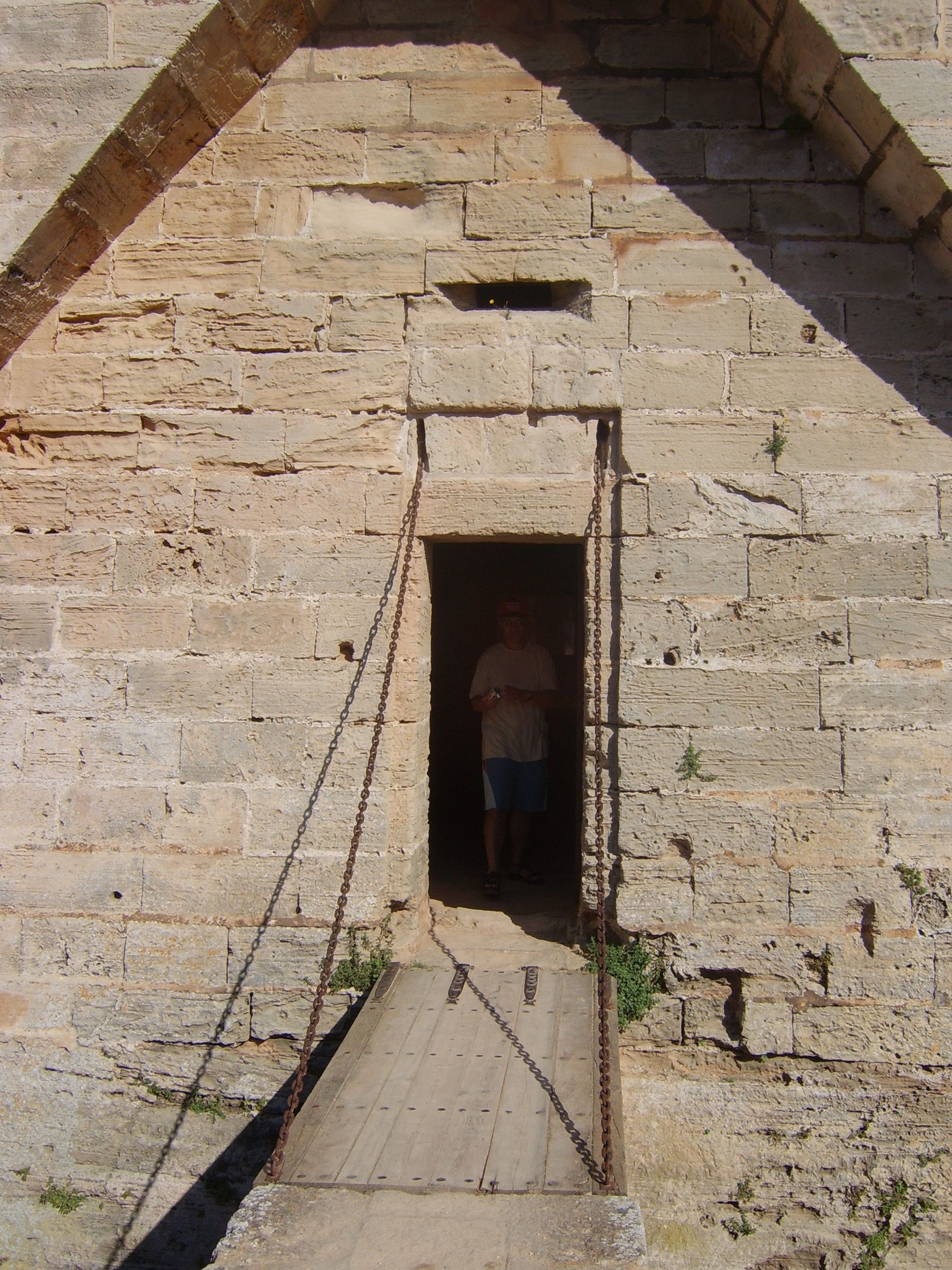
Puente levadizo.
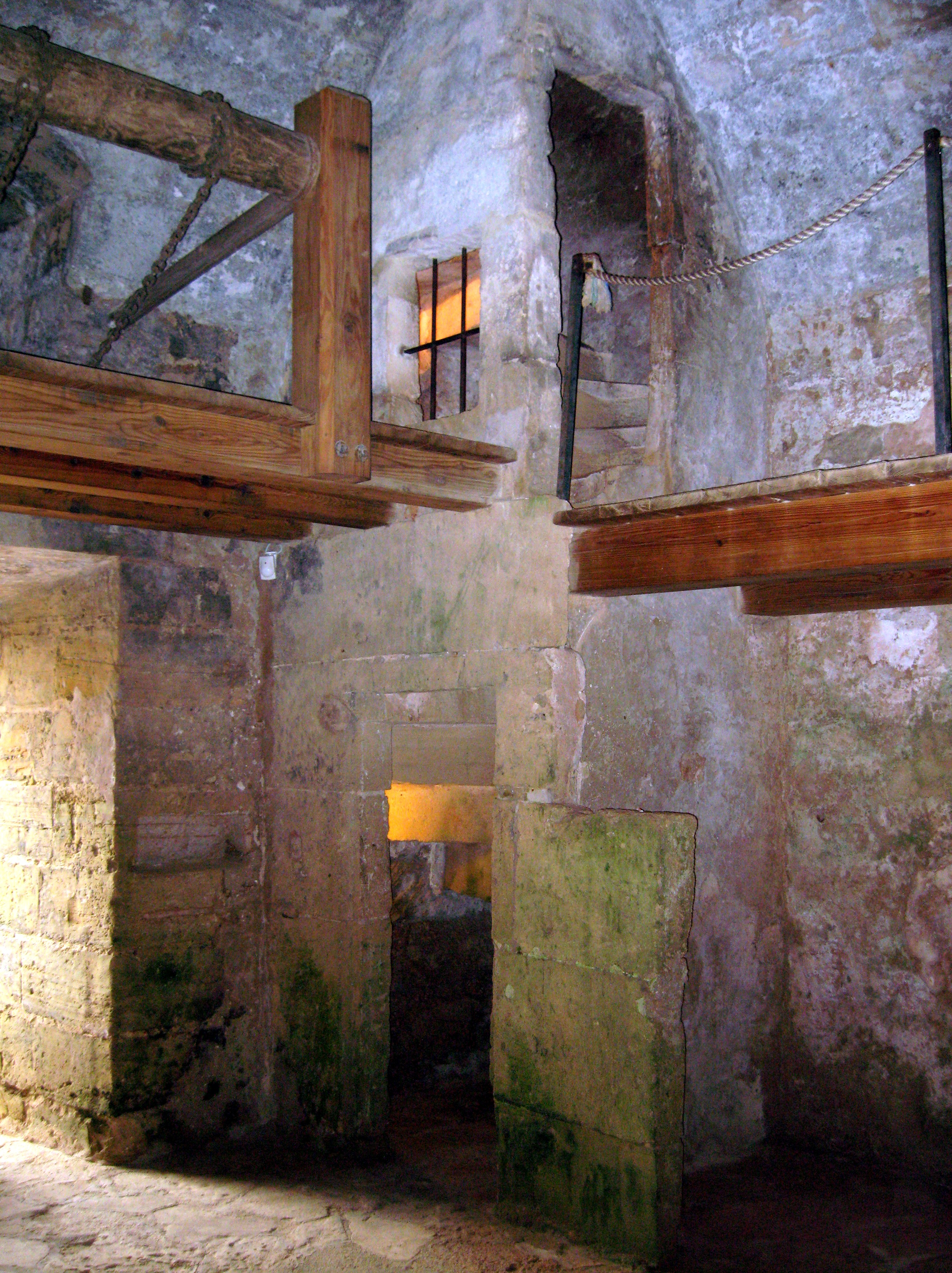
Interior.